# Bermuda Cricket Board
Das Bermuda Cricket Board (BCB), bis 2003 Bermuda Cricket Board of Control (BCBC), ist der nationale Dachverband für Cricket im britischen Überseegebiet Bermuda. Der im Jahr 1948 gegründete Verband hat seinen Sitz in Hamilton. Seit 1966 vertritt er Bermuda beim Weltverband International Cricket Council (ICC) als Associate Member und beim Kontinentalverband ICC Americas.

## Geschichte
Der Dachverband Bermuda Cricket Board of Control wurde 1948 mit dem Zusammenschluss des 1845 gegründeten Bermuda Cricket Club und der Somers Isles Cricket League gegründet. 1966 wurde er Associate Member des International Cricket Council (ICC) und nahm 2003 seinen heutigen Namen an. Bermuda ist eines der englischsprachigen Gebiete der Region, das nicht Mitglied von Cricket West Indies ist und seine Spieler können nicht für das West Indies Cricket Team nominiert werden.

## Aufgabe
Das Bermuda Cricket Board stellt die Bermuda vertretenden Cricket-Nationalmannschaften, einschließlich der für die Männer, Frauen und Jugend, zusammen. Der Verband ist außerdem verantwortlich für die Durchführung von T20I-Serien gegen andere Nationalmannschaften sowie die Organisation von Heimspielen und -turnieren. Neben der Aufstellung des Teams ist er verantwortlich für den Kartenverkauf, der Gewinnung von Sponsoren und der Vermarktung der Medienrechte.
Daneben organisiert der Verband das Kinder- und Jugend-Cricket in Bermuda. Wie andere Cricketnationen verfügt Bermuda über U-19-Nationalmannschaften für Jungen und Mädchen, die an den entsprechenden Weltmeisterschaften (Jungen und Mädchen) teilnehmen.
Der Verband organisiert auch den nationalen Spielbetrieb. So betreibt er die T20 League.

## Logo
Das Logo des Bermuda Cricket Board zeigt ein Wicket mit gekreuzten Cricketschlägern und einen Cricketball dahinter, umrahmt vom Schriftzug Bermuda Cricket Board.